# Polyzoa (genre)
Genre
Synonymes
- Chorizocormus Herdman, 1886[1]
- Dictyostyela Oka, 1926[1]
- Goodsiria Cunningham, 1871[1]
- Monobotryllus (A. Agassiz, 1880)[1]

Polyzoa est un genre d'ascidies de la famille des Styelidae.

## Liste d'espèces
Selon World Register of Marine Species (11 mars 2021) :
- Polyzoa atlantica Sanamyan & al., 2009
- Polyzoa exigua Kott, 1990
- Polyzoa insularis Millar, 1967
- Polyzoa iosune Turon & López-Legentil, 2016
- Polyzoa minor Monniot C., 1970
- Polyzoa nodosa Kott, 1990
- Polyzoa opuntia Lesson, 1830
- Polyzoa pacifica Tokioka, 1951
- Polyzoa reticulata (Herdman, 1886)
- Polyzoa translucida Ritter & Forsyth, 1917
- Polyzoa vesiculiphora Tokioka, 1951
- Polyzoa violacea (Oka, 1915)